# 考彭斯 (南卡罗来纳州)
考彭斯（英文：Cowpens），是美国南卡罗来纳州下属的一座城市。城市类型是“Town”。其面积大约为2.36平方英里（6.11平方公里）。根据2010年美国人口普查，该市有人口2,162人，人口密度约为每平方 英里916.88人（约合每平方公里354.02人）。